# Otto Trubel

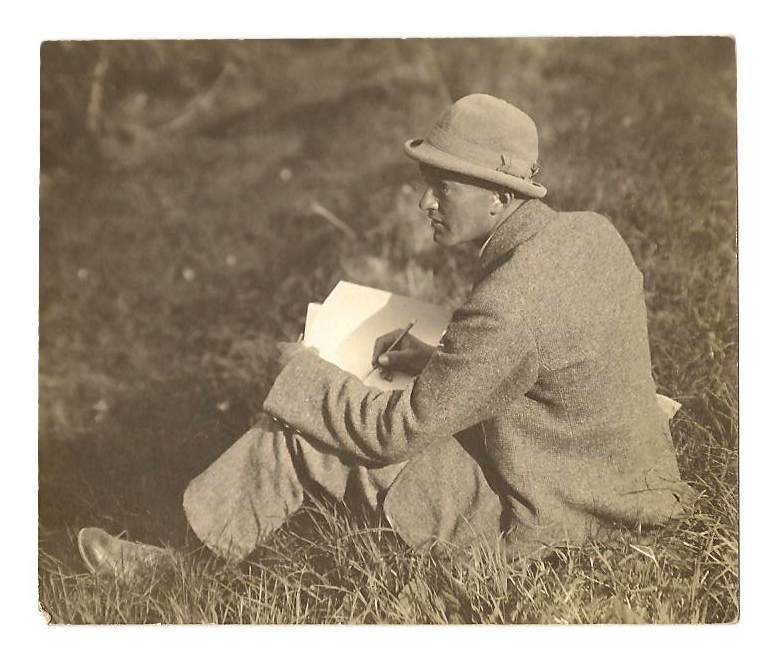
Otto Trubel (zwischen 1906 und 1910)

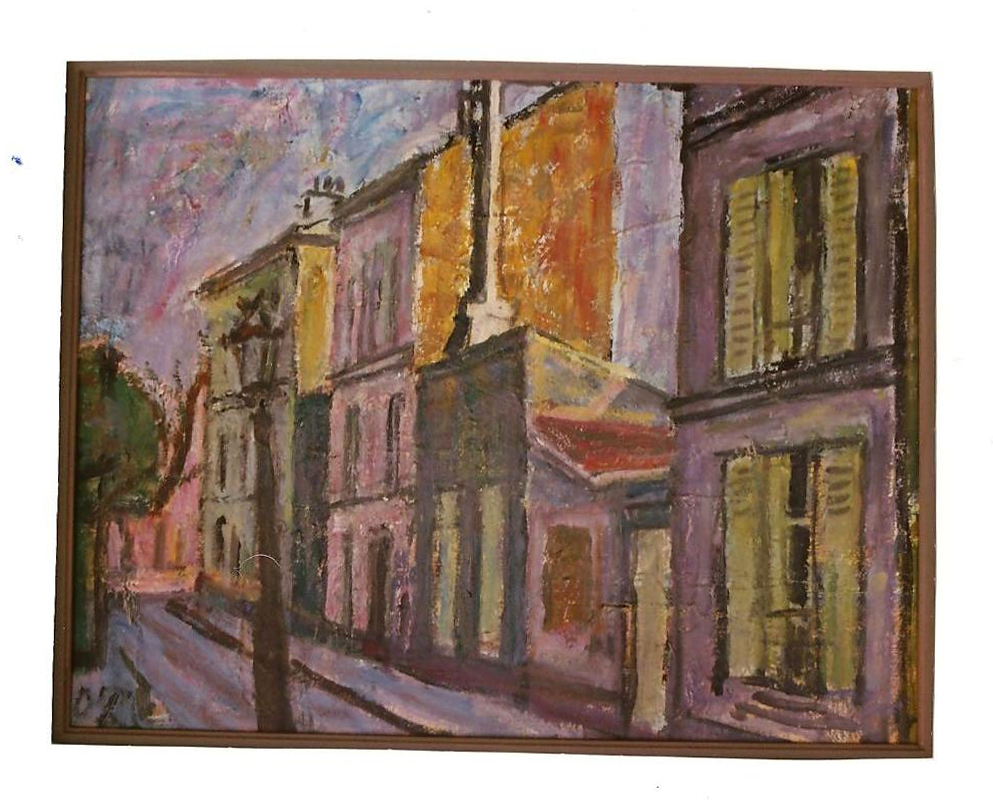
Ölbild einer Straße in Paris von Otto Trubel

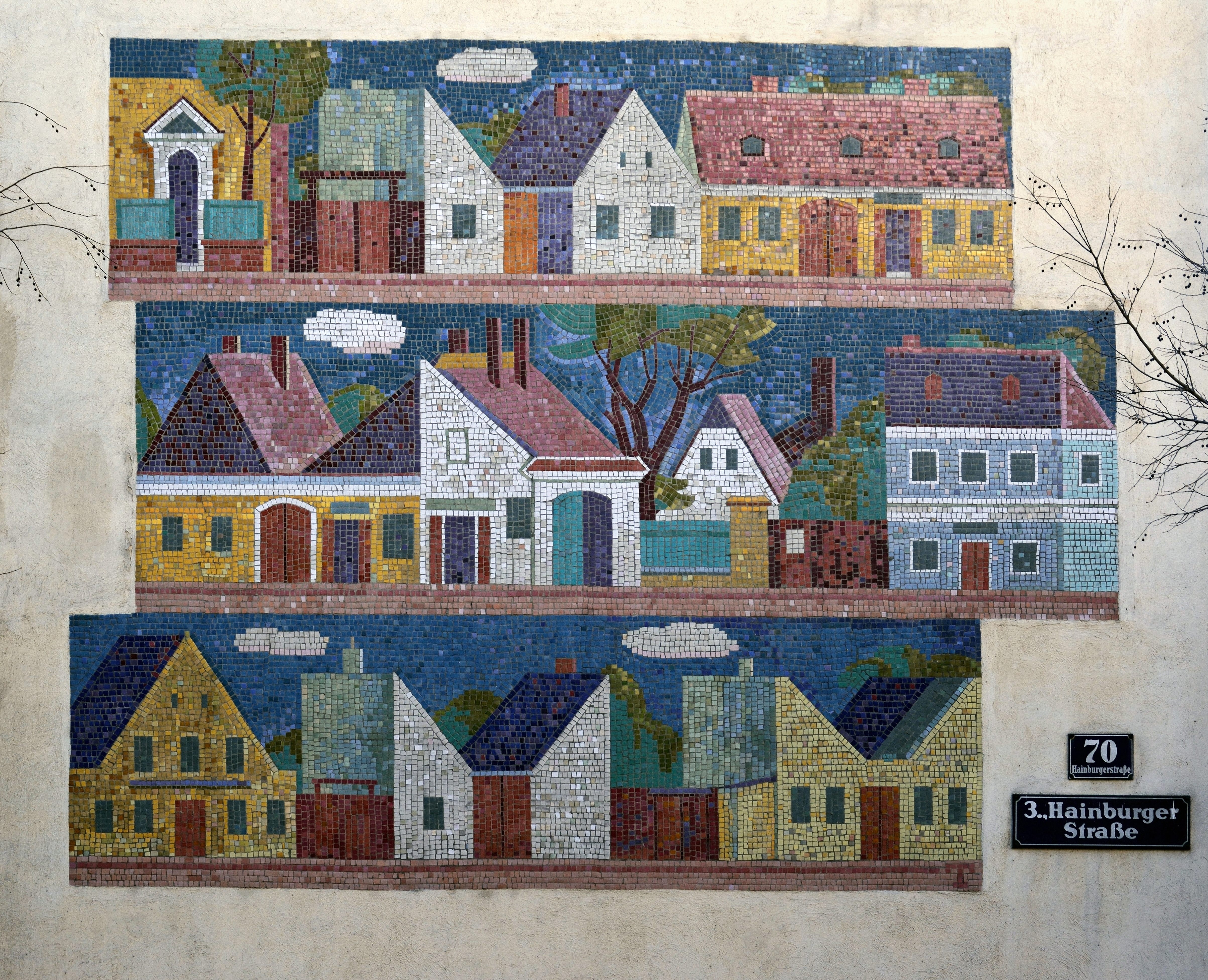
Mosaik an einem Gemeindebau, Wien-Landstraße

Otto Trubel (* 7. August 1885 in Hinterbrühl, Niederösterreich; † 12. Dezember 1966 in Wien) war ein österreichischer Maler und Radierer.
Trubels Schaffen begann im Zeichen des Spätimpressionismus. Im Rahmen seines Studiums an den Pariser Academien Julien und Colarossi orientierte er sich zunächst an Cezanne, zeigte aber bereits in der Kunstschau Wien 1908 und 1913 in der Schwarz-Weiß-Ausstellung seine unverwechselbare Eigenart: Typisch ist die unpathetische Form, die Reduktion auf das Wesentliche. Strenge künstlerische Gestaltung in möglichst einfacher Form. Lieblingsfarben sind kühles Blau, gedämpftes Rotviolett, Ocker, Grün.
Trubels einzige Schwester Elisabeth (1888–1920) heiratete den Arzt Albert Lorenz: Dieser war Bruder des Nobelpreisträgers Konrad Lorenz und Sohn von Adolf Lorenz, dem Begründer der modernen Orthopädie. Albert Lorenz setzte den Geschwistern Trubel mit seinem Buch „Alte Autos, junge Liebe“ (1963) ein Denkmal.

## Leben und Werk
Trubel, der in der Hinterbrühl während eines Sommerfrischeaufenthalt der Eltern geboren ist, maturierte am Wiener Schottengymnasiums. Danach empfahl ihn sein Förderer Carl Moll an die Pariser Akademien Julien und Colarossi. In Wien nahm er ab 1908 an Ausstellungen (Kunstschau, Secession) teil. 1911 wurde er in die Klimtgruppe aufgenommen.
Erste Ehe mit dem Malermodell Isabella Mlineritsch, das u. a. von Oskar Kokoschka dargestellt wurde („Frau im Lehnstuhl“ 1912, Besitz Albertina, Wien). 1915 Geburt des Sohnes Oskar. Nach dem Kriegsdienst im Ersten Weltkrieg (Offizier an Nord- und später Südfront) leitete Otto Trubel die Reklameabteilung der Steyr-Werke. Danach Jahre als Maler und Landwirt in Pettau/Maiberg (heute: Ptuj in Slowenien) und zweite Ehe mit Sylvia Kasimir, der Schwester des Radierers Luigi Kasimir. Nach Sylvias Tod (1931) und einer kurzen dritten Ehe wurde 1936 in vierter Ehe Sohn Otto geboren, der ebenfalls malte. Während der Zeit des Nationalsozialismus arbeitete Otto Trubel als Grafiker im Atelier des Victor Theodor Slama. Nach dem Zweiten Weltkrieg restaurierte er für das Bundesdenkmalamt zahlreiche Kunstdenkmäler. Ab 1946 war er Mitglied des Künstlerhauses. 1966 starb er in Wien.

## Ausstellungen (Auswahl)
- 1908: Kunstschau Wien
- 1913: Internationale Schwarz-Weiß-Ausstellung, Wien
- 1919: Künstlerverein „Der Wassermann“, Salzburg
- 1929: Sezession Kunstschau, Wien
- 1932: Künstlerhaus Herbstausstellung, Wien
- 1934: Galerie Würthle Kollektivausstellung (39 Arbeiten)
- 1935: Sezession, Wien
- 1936: Sezession, Wien
- 1946: Sammelschau Galerie Welz (32 Arbeiten)
- 1953: Künstlerhaus Personalausstellung
- 1997: Wien Museum Otto Trubel – Momente eines Malerlebens
- 2009: Die fünfziger Jahre. Kunst und Kunstverständnis in Wien. Sammlung Kulturabteilung der Stadt Wien

Gemälde Trubels besitzen die Albertina, das Belvedere, das Wien Museum, das Wiener Heeresgeschichtliche Museum, das Kulturamt Wien, das Niederösterreichische Landesmuseum sowie private Sammlungen.

## Auszeichnungen
- 1955: Goldener Lorbeer des Wiener Künstlerhauses
- 1956: Ehrenpreis des Künstlerhauses
- 1957: Professorentitel